# Cimitero di Belleville
Il cimitero di Belleville è un cimitero situato nel quartiere di Belleville, all'angolo di rue de Belleville e rue du Telegraph, vicino a Villa des Hauts-de-Belleville, nel XX arrondissement di Parigi. Il cimitero copre una superficie di 1,80 ettari ed accoglie 3 210 tombe.
Vicino al cimitero si trova un serbatoio d'acqua potabile per la popolazione di Parigi, appoggiato sulla parte meridionale del cimitero, dove in passato sorgeva la casa di Louis-Michel le Peletier de Saint-Fargeau. Incorporato al cimitero si trova anche square Belleville - Télégraphe, sempre all'angolo di rue de Belleville e rue du Telegraph.

## Storia
Storicamente, l'area omonima faceva parte dei beni della famiglia Le Peletier de Saint-Fargeau, sin dal 1695, coprendo un campo di 50 ettari su una collina. Il luogo venne utilizzato per esperimenti telegrafici dell'ottico Claude Chappe, nel 1790-1798; non per altro, il cimitero si trova nel punto più alto di Parigi, a 128,50 m di altitudine.
Dopo varie fasi di frammentazione e vendite d'immobili, il cimitero venne finalmente inaugurato nel 1804, al fine di ospitare le sepolture della chiesa di San Giovanni Battista a Belleville. Inizialmente il cimitero appartenne al comune del villaggio di Belleville, come cimitero collegato alla chiesa; nel 1860 divenne di proprietà parigina a seguito dell'incorporazione del piccolo comune nella città di Parigi.

## Personalità sepolte
Tra le personalià di rilievo sepolte nel cimitero di Belleville possono essere citati: 
- Eugène Bestaux (1878-1958), scrittore
- Gilles Boulouque (1950-1990), magistrato
- Gaston Cony (1891-1983), marionettista
- Pierre Cochereau (1924-1984), organista della cattedrale di Notre-Dame
- Michel Etcheverry (1919-1999), comico
- Léon Gaumont (1864-1946), cineasta
- René Godart (1891-1971), pittore
- Armand Grébauval (1864-1913), letterato
- Charles Houvenaghel (1878-1966), musicista
- Fernand Maillet (1896-1963), presbitero
- Jean Marco (1923-1953), cantante
- Pierre-Henri Mayeux (1845-1929), architetto
- Suzy Prim (1895-1991), attrice
- Albert Rossin (1871-1938), letterato
- Charles Thisse (1830-1912), scultore
- Édouard Vallières (1864-1928), attore